# Ioan Mire Melik
Ioan Mire Melik, ori Melic (născut Iacob Ioan Miren Melik; 9 august 1840 – 29 ianuarie 1889), a fost un antreprenor, educator, inginer, matematician și expert în balistică, ulterior om politic român, unul din membri timpurii ai Societății Junimea.

## Biografie

### Anii tinereții
Viitorul om de știință și antreprenor s-a născut la București, pe 9 august 1840, deși "tradițional" se credea că ar fi fost născut pe 15 august  ori pe 21 august, și fiind adesea greșit creditat ca fiind un nativ al Târgului Ieșilor.
Melik s-a identificat de origine armeană, găsind arborele său genealogic doar până la bunicul său, Ohan, un om al bisericii armene gregoriene. Părinții lui Ioan M. Melik fuseseră Arakel "Popovici" Melik, fiul lui Ohan, și soția sa, Maria Gedik. Ioan Mire a mai avut un frate, Gavril, și o soră, Anika. Celălalt fiul al bunicului Ohan, Iacob, a fost un arhitect plin de succes. Deși politicianul otoman Mustafa Reshid Pasha l-a recomandat guvernului Valahiei timpului, Iacob s-a stabilit la Paris. Din Franța, Iacob Melik a corespondat cu liderii exilați ai Revoluției de la 1848, mai ales cu fracțiunea moderată, pro-otomană a revoluționarilor, dintre care Ion Ghica, Alexandru G. Golescu și Nicolae Pleșoianu i-au fost cei mai apropiați.

### Anii de la Junimea
Datorită activității sale junimiste, Ioan Melik a obținut o poziție ne-titulară ca profesor de matematică la Universitatea din Iași la data de 23 februarie 1865. La scurt timp după exilarea lui A. I. Cuza, în aprilie 1866, și înlocuirea sa cu Locotenența Domnească, a fost titularizat pe aceeași poziție.

### Numiri târzii
Cursul de aritmetică a lui Melik din anul 1867 a fost foarte apreciat, fiind retipărit de zece ori (în total). Au urmat și alte cursuri introductive (scrise și publicate), dintre care se pot menționa, Despre moneta română ("Despre moneda [națională] română", 1868); Elemente de Geometrie ("Elemente de geometrie", 1869, zece retipăriri); Elemente de Topografie ("Elemente de topografie", 1879, patru retipăriri).
Între 1883 și 1888, Melik, Culianu și Constantin Climescu au publicat revista de matematică și știință Recreații Științifice, considerată ulterior ca o publicație precursoare a foarte cunoscutei și prestigioasei reviste Gazeta Matematică.

### Boală, deces
În anii târzii 1880, mai exact la sfârșitul lui 1888 și începutul lui 1889, fiind activ ca inspector general al școlilor și director al Institutele-Unite, Melik a fost lovit de o boală, care i-a deteriorat rapid și ireversibil sănătatea. Decesul său, survenit pe 29 ianuarie 1889 a fost considerat de colegii săi de la Junimea ca o tragedie. Poetul Anton Naum a decris astfel evenimentul, "L-am pierdut pe bietul Melik în decurs a șapte zile, în ciuda sănătății sale de până atunci.